# Municipi de Ķegums
El municipi de Ķegums (en letó: Ķeguma novads) és un dels 110 municipis de Letònia, que es troba localitzat al centre del país bàltic, i que té com a capital la localitat de Ķegums. El municipi va ser creat l'any 2002 després de la reorganització territorial.

## Ciutats i zones rurals
- Ķegums (ciutat amb zona rural)
- Rembates pagasts (zona rural)
- Birzgales pagasts (zona rural)

## Població i territori
La seva població està composta per un total de 6.386 persones (2009). La superfície del municipi té uns 492,0 kilòmetres quadrats, i la densitat poblacional és de 12,98 habitants per kilòmetre quadrat.